# 足立区立千寿桜堤中学校
足立区立千寿桜堤中学校（あだちくりつ せんじゅさくらづつみちゅうがっこう）は、東京都足立区柳原2丁目に位置する区立中学校。足立区立第二中学校・足立区立第十六中学校を統合し、足立区立柳原小学校跡地に開校。

## 沿革
- 2005年（平成17年）
  - 4月1日 - 足立区立第二中学校および足立区立第十六中学校を統合し、現在地に開校。
  - 4月6日 - 開校式挙行。
  - 4月7日 - 第1回入学式挙行。
  - 5月28日 - 第1回運動会開催。
  - 6月1日 - 開校記念日。
  - 6月4日 - 開校記念式典挙行し、祝賀会開催。
- 2006年（平成18年）
  - 3月8日 - 桜友会開催（以後一部の年を除き毎年開催）。
  - 3月17日 - 第1回卒業式挙行。最初の卒業生は180名。
  - 3月24日 - 最初の終了式挙行。
- 2014年（平成26年）11月15日 - 10周年記念式典挙行。
- 2023年（令和5年）12月17日 - 陸上部が第31回全国中学校駅伝大会出場。

## 生徒数
2023年（令和5年）4月7日現在
| 学年   | 1年 | 2年 | 3年 | 特別支援 | 合計 |
| ------ | --- | --- | --- | -------- | ---- |
| 学級   | 4   | 5   | 5   | 1        | 15   |
| 生徒数 | 139 | 167 | 165 | 不明     | 471  |

## 通学区域
出典
- 千住東2丁目（全域）
- 千住旭町（1番～45番）
- 日ノ出町（全域）
- 柳原1丁目（全域）
- 柳原2丁目（全域）
  - 上記は足立区立千寿常東小学校の通学区域と同一。
- 千住曙町（全域）
  - 上記は足立区立千寿第八小学校の通学区域の一部。

## 所在地・交通
- JR常磐線・東武伊勢崎線・東京メトロ千代田線・日比谷線・つくばエクスプレス北千住駅東口より徒歩10分
- 東武伊勢崎線牛田駅より徒歩9分
- 京成本線京成関屋駅より徒歩9分

## 学校周辺
- 東京都道449号新荒川堤防線
- 荒川
  - 荒川日ノ出町緑地
- 学校周辺には、住宅地が広がる。

## 校歌
統合元の足立区立第二中学校はテレビドラマ「3年B組金八先生」のロケ地であり、ドラマが縁で地域や父母らで結成している「千住東地区統合地域協議会」のメンバーと、同ドラマの脚本家の小山内美江子とが長年交流していたことから、小山内美江子作詞により2004年12月統合後の「千寿桜堤中学校」の校歌として発表された。作曲は主人公の坂本金八先生役を演じる武田鉄矢が率いるフォークソングバンド 「海援隊」の千葉和臣が手がけた。 